# Cal Reguant (Calders)
Cal Reguant és una masia del terme municipal de Calders, a la comarca catalana del Moianès. És a 528 metres d'altitud. Pertany a la parròquia de Sant Vicenç de Calders.
Està situada al nord i molt a prop del poble de Calders, i també molt a prop del termenal amb Artés. És al costat de ponent del Cementiri Municipal.
S'hi accedeix des del mateix poble, pel camí que mena al cementiri. En el darrer tram, cal seguir un trencall cap al nord-oest que mena a la masia.